# Бафф, Джонни
Джон Лиски (англ. John Liskey; пол. John Liskey, более известен под прозвищем Джонни Бафф англ. Johnny Buff, 12 июня 1888 — 14 января 1955) — американский профессиональный боксёр, выступавший с 1917 по 1926 годы. Чемпион мира в легчайшем весе с 1921 года по 1922 год. Дед известного в мире бокса ринг-анонсера — Майкла Баффера.

## Биография
Джонни родился 12 июня 1888 года, в городе Перт-Амбой, штат Нью-Джерси в польской семье. Был крещён под именем Джона Лисски. Позднее получил боксерское прозвище «Бафф», из-за того, что раньше его называли «Буфалло». С 1911 по 1919 годы, служил в военно-морском флоте
Джонни Бафф дебютировал на профессиональном ринге 25 декабря 1917 года проиграв шестираундовый поединок Бобби Бернсу. 31 марта 1921 года в бою с Абе Гольдштейном выиграл титул чемпиона Америки в наилегчайшем весе, а 16 апреля 1921 года в бою против Янга Зули Кида защитил свой титул. 23 сентября того же года в бою с Питом Германом выиграл титул чемпиона мира в легчайшем весе. 15 ноября 1922 года в бою с Джеком Шкареем защитил титул чемпиона. 10 июля 1922 года проиграл чемпионский титул Джо Линчу. 14 сентября 1922 года проиграл Панчо Вилии поединок за титул чемпиона Америки в наилегчайшем весе. Продолжал выступать на профессиональном ринге до 1926 года. 13 мая 1926 года провёл свой последний профессиональный бой против Джонни Хамма, проиграв ему техническим нокаутом.
За свою профессиональную карьеру Джонни провёл 50 боев, 31 выиграл (14 досрочно), в 12 потерпел поражение, 3 свёл вничью и 4 были признаны несостоявшимися.
Джонни Бафф скончался 14 января 1955 года в Ист-Ориндже (Нью-Джерси). Внуками Джонни Баффа являются известные ринг-анонсеры — Майкл Баффер и Брюс Баффер.